# 大都会 (柏林)

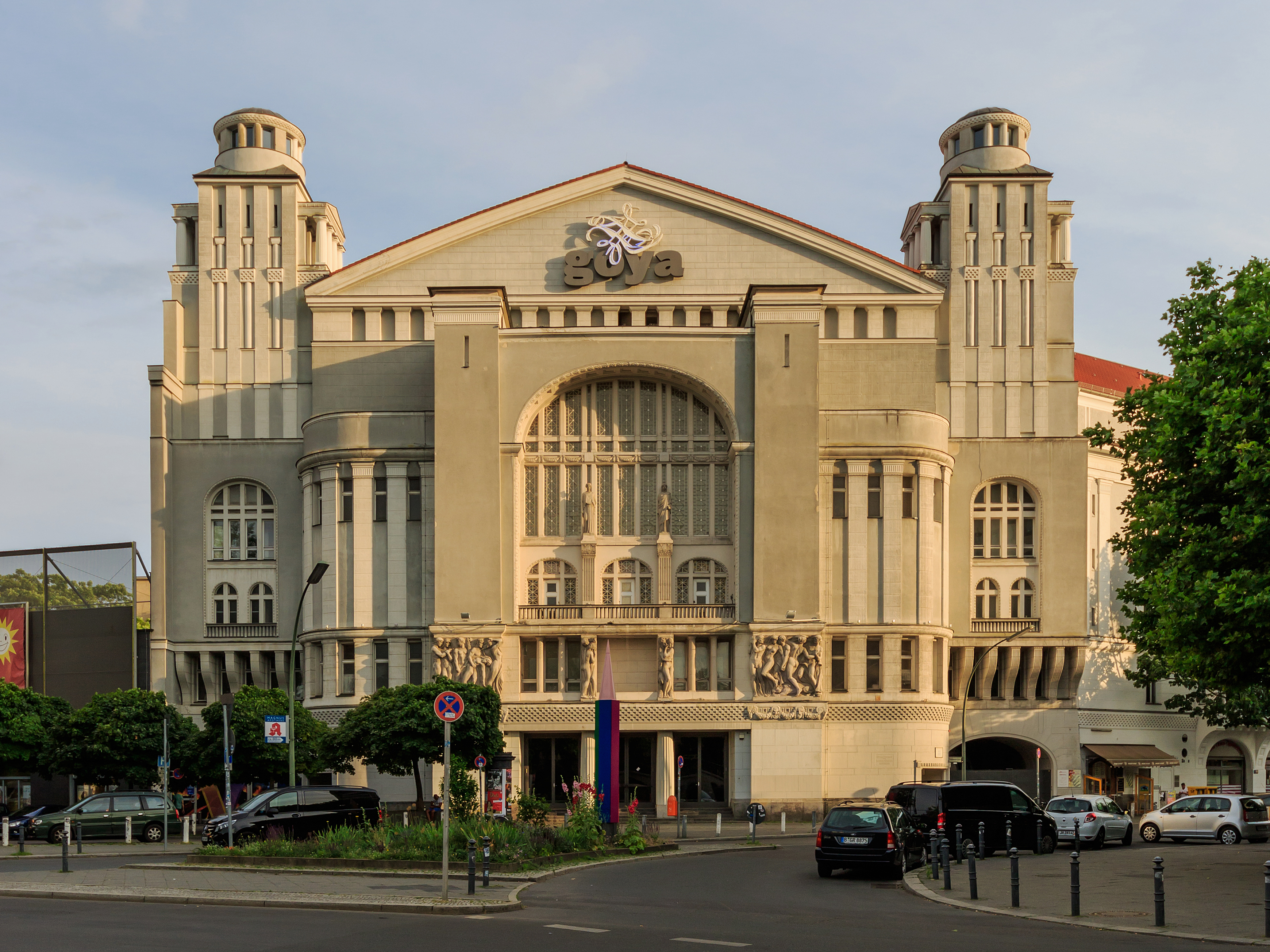
建筑外观

大都会（德語：Metropol），原名新剧院，位于柏林舍嫩贝格区诺伦多尔夫广场，建于1905年，作为剧院和音乐厅，采用当时时髦的新艺术运动风格。从1911年起，也包括一个电影院。
自一战开始，该剧院变成轻歌剧剧院。1927年，欧文·皮斯卡托在此建立“诺伦多尔夫广场剧院”。编剧恩斯特·托勒爾和沃尔特·梅林，与艺术家贝尔托·布莱希特,乔治·格罗茨和约翰·哈特菲尔德都与他合作。皮斯卡托于1931年移民，纳粹收购此建筑后，在哈拉尔德·保尔森的指导下再次成为轻歌剧剧院。
新剧院在二战中被毁，但是立面以及电影院幸存下来，在1951年更名为“大都会”。1977年，它成为一个迪斯科舞厅，在20世纪80年代西柏林鼎盛时期成为一个著名的音乐俱乐部，流行尖端等乐队经常光顾。2005年改造内部，成为戈雅夜总会。